# 华为Nova
华为Nova是华为公司于2016/17年出品的智能手机，包括华为Nova、华为Nova Plus和华为Nova青春版三个版本。其中Nova、Nova Plus于2016年9月1日在柏林国际广播展（IFA）发布，而Nova青春版则于2017年3月24日发布。华为Nova手机定位为轻旗舰，以年轻乐活族为销售对象，突出设计、拍摄和性能方面的特色，其名称“Nova”取自“innovation”（创新）和“bossanova”（激情）。而Nova在拉丁语中也是“新”的意思，在天文系中，“Nova”是新星的意思，意即成为年轻消费需求中“最闪亮的星”。
另外，华为也在海外市场推出华为Nova Lite，但实际上Nova Lite是荣耀8青春版在日本、台湾使用的名称，与Nova青春版没有任何关系。Nova Lite在欧洲则被命名为华为P8 Lite（2017）和荣耀8 Lite。
后续机型为华为Nova 2，于2017年5月26日发布。

## 发布
2016年9月1日，华为在柏林国际广播展（IFA）发布了华为Nova系列产品，包括华为Nova和华为Nova Plus。之后华为于2017年3月24日在上海东方体育中心发布了Nova青春版。

## 特征

### 硬件
华为Nova、Nova Plus外壳采用的是一体化金属设计以及三面弧度工艺，其中侧边框圆弧可令用户在握持时更加舒适。而机身设计以简约为特点，机身背面采用喷砂工艺和撞色天窗设计。整体设计灵感源于现代经典建筑曲线。而Nova青春版则与Nova、Nova Plus不同，采用了金属中框加双面玻璃的设计，正反两面都加入了2.5D弧面玻璃，中框和玻璃接缝处的倒角部分做了抛光处理。Nova青春版樱语粉、魅海蓝色的背面还采用了流光水波纹技术，该技术是根据受到了水面涟漪在光线的照射下能够折射出不同颜色的现象而设计的，在背面玻璃底部附有一层0.1mm厚度的膜片，采用了17层光学处理工艺，遇到光线之后能够反射出类似于波纹的效果。
屏幕方面，Nova、Nova Plus采用2.5D玻璃和1080p IPS技术的显示屏，其中Nova显示屏为5英寸，而Nova Plus则为5.5英寸。而Nova青春版则采用5.2英寸1080p分辨率的FHD屏幕。三款机型均配备了指纹识别模块，官方声称指纹识别模块识别速度为全球最快，0.3秒内即可实现指纹解锁。
为了满足用户的使用需求，Nova系列机型配有大容量电池以及智电4.0省电技术，其中Nova的电池容量为3020mAh，Nova Plus为3340mAh，Nova青春版为3000mAh。根据用户的使用情况，Nova系列机型的续航时间可达1~2天，而电池也经过了严格的质量检测。而Nova青春版还采用了快充技术。处理器方面，Nova、Nova Plus采用了14nm工艺制程，核心数为八核的高通骁龙625处理器，该处理器在带来更强性能的同时，也提供了更低的功耗。而Nova青春版则采用了华为自家的麒麟658八核处理器，采用了16nm工艺制程，8核心主频最高为2.36GHz，性能上与高通骁龙625持平，同时还预置了协处理器。
拍照方面，华为Nova系列机型配备了1200万像素的后置摄像头（Nova Plus为1600万后置光学防抖摄像头）和800万像素的前置摄像头，内置美肤算法和一指美拍、十级美颜等应用，以满足年轻人的自拍需求。此外，手机还拥有大光圈镜头和传感器面积，可以在暗光、低光环境下拥有最佳效果。另外手机支持快速混合对焦技术、Flash HDR及4K视频录制，还提供多种拍照模式。而Nova Plus还支持拍照视频双重防抖。音效上，Nova系列机型支持DTS Headphone XTM音效，通过算法模拟多声道的环绕声效果。
华为Nova、Nova Plus均提供三种颜色选择，分别是银色、灰色和金色，为3GB内存+32GB存储空间的组合。中国市场销售的Nova则有四种颜色选择，分别是香槟金（白）、玫瑰金、香槟金（黑）、皓月银，此后又加入了曜石黑色，配置上，中国版Nova除提供3+32GB版外，还提供4+64GB版。而Nova青春版则提供五种颜色，分别是珍珠白、幻夜黑、铂光金、樱语粉、魅海蓝，为4GB内存+64GB存储空间的组合。

#### 青春版
华为Nova青春版于2017年3月24日发布，采用麒麟658处理器，运行内存4GB，内部存储64GB。支持WLAN 802.11 b/g/n和WAPI（2.4GHz）及蓝牙4.1。尺寸为146.5mm*72mm*7.2mm。电池容量3000mAh。采用5.2英寸In-cell FHD显示屏、2.5D双弧面玻璃，分辨率为1920*1080。前置摄像头800万像素，后置摄像头1200万像素，主摄像头单LED闪光灯。有幻夜黑，珍珠白，铂光金，樱语粉，魅海蓝5种版本。初始售价1999元人民币。

### 软件
华为Nova、Nova Plus出厂时预装基于Android 6.0的EMUI 4.1系统，而Nova青春版则预装基于Android 7.0的EMUI 5.1系统。系统提供电池管理功能，可让用户对高耗电的应用程序进行高度控制。此外，系统还提供超级省电模式，可禁用除电话和短信外的所有功能，还提供简易桌面。此外，华为也与国家眼科诊断与治疗中心合作，为Nova系列机型提供护眼模式，可过滤450nm左右波段的蓝光，达到缓解视力疲劳的效果。而Nova青春版还提供夜读模式功能。
北京时间2016年12月29日起，华为Nova、Nova Plus可升级至基于Android 7.0的EMUI 5.0系统，升级后的系统在系统流畅度、界面设计等方面都挺有所提升，90%的常用操作可以在3步以内完成，同时具备智能自学能力。据华为称，该系统可连续使用18个月不卡顿。

## 销售
华为Nova、Nova Plus于2016年10月开始陆续在欧洲、北美的50多个国家和地区上市。在中国大陆，自2016年10月15日起，华为Nova在华为商城、天猫华为旗舰店、京东商城、中国移动官网、中国电信欢GO商城、中国联通网上营业厅等电商平台同步发售，还在苏宁易购、国美电器、迪信通、乐语等10000线下零售店开售。而华为Nova青春版则在北京时间2017年3月24日18:08开启预约，3月31日10:08起发售。为了能更好地打动年轻的目标消费群体，华为还聘用张艺兴和关晓彤为Nova在中国区的代言人。此外，为纪念2016年第1亿部华为智能手机在东莞松山湖工厂下线，华为也将珍藏版的Nova赠送给了关晓彤和张艺兴，这部珍藏版的Nova手机背部印有“100000000”和“2016年华为手机第1亿部”以及“2016.10.14”的字样。
华为终端手机产品线总裁何刚曾预期华为Nova销量破1000万台。根据2016年11月18日的数据，华为Nova上市首月销量突破一百万台，在各大电商平台，该款产品的好评率为98%。

## 评价
据美国科技网站The Verge评价称，华为Nova是专为年轻人士设计的手机，其精湛的制作工艺已超越该价位段手机的最高水准。文章还表示，Nova价格相对低廉和亲民，拥有极高的性价比。对于一些买不起旗舰手机的人士而言，Nova是他们的的不二之选。英国TechAdvisor网站在华为Nova评测中指出，华为Nova正面选用拉丝金属漆设计，背面则为喷砂抛光效果，带给用户极佳的手感，并提升了手机的卓越设计感。而相机测试结果也证明，在弱光条件下，Nova的中端机处理技术胜过五年前苹果发布的旗舰手机iPhone 6s，使用余承东氏龙卷风将母牛吹上天。Android Central在对华为nova进行评测之后表示：“华为Nova虽不是最高端的产品，但是它的设计达到了旗舰的美学标准。它的相机功能和电池待机时长也都非常强大。”另据新浪的评测报告称，华为Nova的推出是“为年轻而变”。